# USS Bonhomme Richard (1765)
USS Bonhomme Richard – amerykańska fregata z okresu wojny o niepodległość Stanów Zjednoczonych. Zbudowana w 1765 roku, jako uzbrojony statek handlowy „Duc de Duras” dla Francuskiej Kompanii Wschodnioindyjskiej. W 1769 roku przejęty z powodu długów przez Francję. W 1779 przekazany przez króla Ludwika XVI amerykańskiej marynarce wojennej, gdzie miał nim dowodzić John Paul Jones. Okrętowi nadano imię dla upamiętnienia serii almanachów wydawanych przez Benjamina Franklina.

## Projekt i budowa

Rysunek USS „Bonhomme Richard”

„Duc de Duras” został zbudowany jako uzbrojona jednostka mająca obsługiwać szlak handlowy wykorzystywany przez Francuską Kompanię Wschodnioindyjską w rejonie Indii i Chin. Jednostka została zwodowana we francuskiej stoczni w Lorient w 1765 roku . W ramach swojej podstawowej funkcji jednostka była przeznaczona do przewozu towarów. Uzbrojenie w porównaniu do typowych okrętów tego okresu było znacznie ograniczone i mogło służyć jedynie do samoobrony w przypadku ataku mniejszych jednostek. Istniała jednak możliwość dozbrojenia jednostki i przekształcenia jej w pełnowartościowy okręt w przypadku wybuchu otwartego konfliktu zbrojnego. Projekt „Duc de Duras” został opracowany przez królewskiego konstruktora Antoine Groignarda, jako kolejna jednostka handlowa o wyporności około 900 ton, z niewielkim uzbrojeniem, przygotowana w razie konieczności na szybką przebudowę do w pełni uzbrojonego i wyposażonego okrętu .

## Służba
„Duc de Duras” po wejściu do służby odbył jedynie dwa rejsy jako jednostka handlowa. W 1769 roku po bankructwie Francuskiej Kompanii Wschodnioindyjskiej został przejęty przez francuski skarb królewski. Po wybuchu w 1775 roku wojny o niepodległość Stanów Zjednoczonych, król Ludwik XVI aktywnie wspierał siły amerykańskie. 4 lutego 1779 roku jednostka została przekazana Continental Navy, a jej dowódcą został John Paul Jones. Nieużywany od dłuższego czasu okręt wymagał remontu, przebudowy i dozbrojenia. Prace w stoczni i kompletowanie nowej załogi trwały do 19 czerwca 1779 roku, kiedy to „Bonhomme Richard” wraz z improwizowaną eskadrą wypłynął w swój pierwszy patrol bojowy, którego celem było atakowanie brytyjskich jednostek. W sierpniu eskadra ponownie wyszła w morze i operowała w rejonie Morza Północnego, gdzie zdobyła 16 brytyjskich jednostek handlowych .

### Bitwa pod Flamborough Head

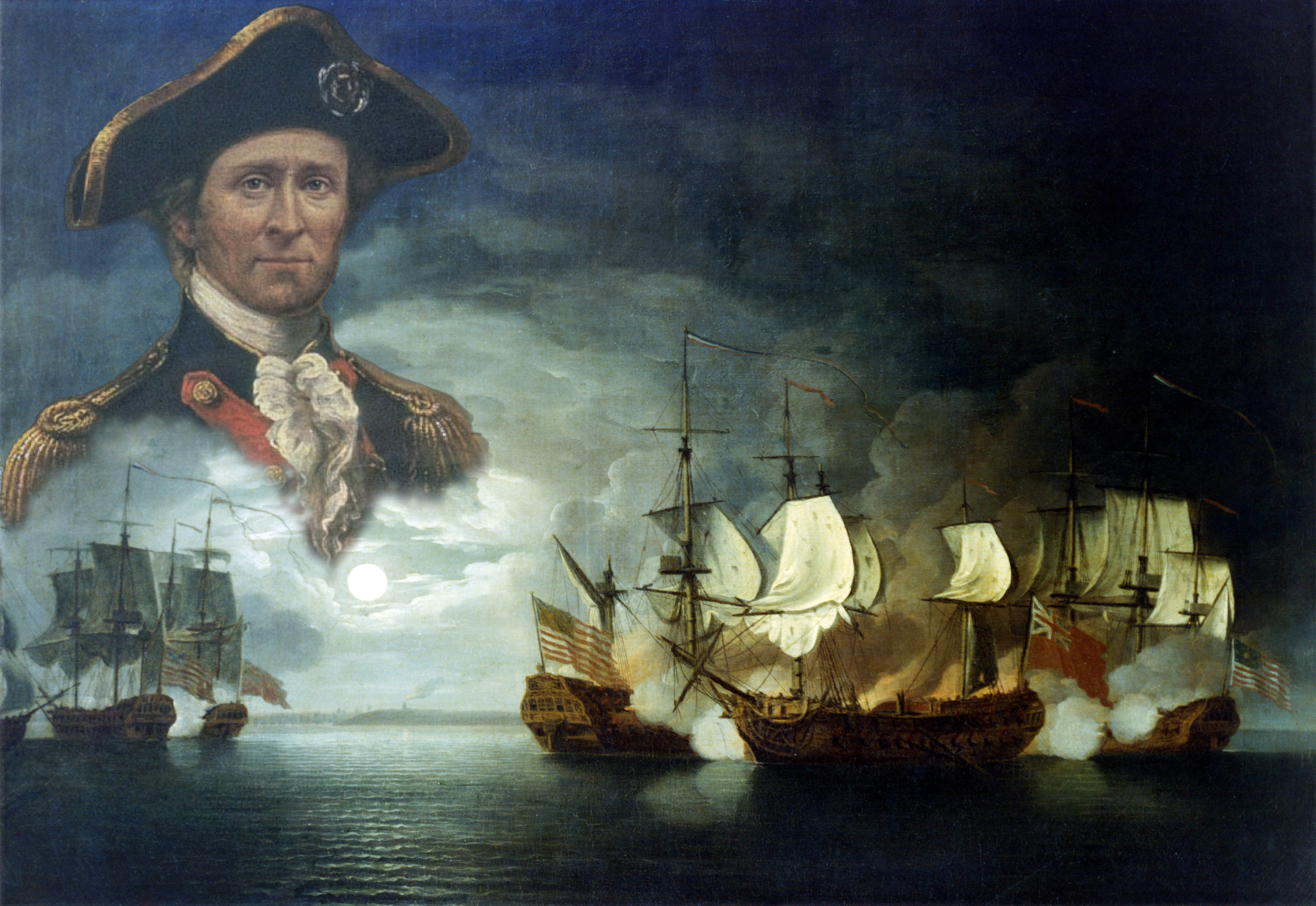
Obraz przedstawiający bitwę pod Flamborough Head i dowodzącego w tym czasie siłami amerykańskimi Johna Paula Jonesa

23 sierpnia podczas kolejnego wypadu, grupa okrętów w skład której wchodził „Bonhomme Richard” napotkała brytyjski konwój 41 jednostek, eskortowanych przez dwa okręty, fregatę HMS „Serapis” i slup „Countess of Scarborough”. Brytyjskie jednostki transportowały towary z portów bałtyckich, głównie żelazo i drewno. W pobliżu przylądka Flamborough Head, w hrabstwie Yorkshire, doszło do bitwy morskiej okrętów eskorty z atakującymi jednostkami amerykańskimi i francuskimi. Do szczególnie zaciętych walk doszło pomiędzy fregatą „Serapis” a „Bonhomme Richard”. Oba okręty zostały ciężko uszkodzone w wyniku intensywnego ostrzału artyleryjskiego. W końcowej fazie bitwy doszło do szczepienia się okrętów i prób abordażu z obu stron. Ostatecznie płonący „Serapis” poddał się amerykańskiemu okrętowi. Amerykanie ugasili płonący okręt, przenieśli się na jego pokład i pozwolili zatonąć ciężko uszkodzonemu „Bonhomme Richard” .

### Poszukiwanie wraku
Począwszy od 2006 roku u wybrzeży Yorkshire były prowadzone intensywne poszukiwania wraku z udziałem specjalistycznych jednostek ze Stanów Zjednoczonych, Wielkiej Brytanii i Francji. W poszukiwaniach brał udział m.in. okręt USNS „Grasp”, wielokrotnie wykorzystywano nurków i specjalistyczne sonary . W grudniu 2018 roku BBC poinformowało o odnalezieniu szczątków wraku .